# デ・ハビランド ジプシー・トゥエルブ

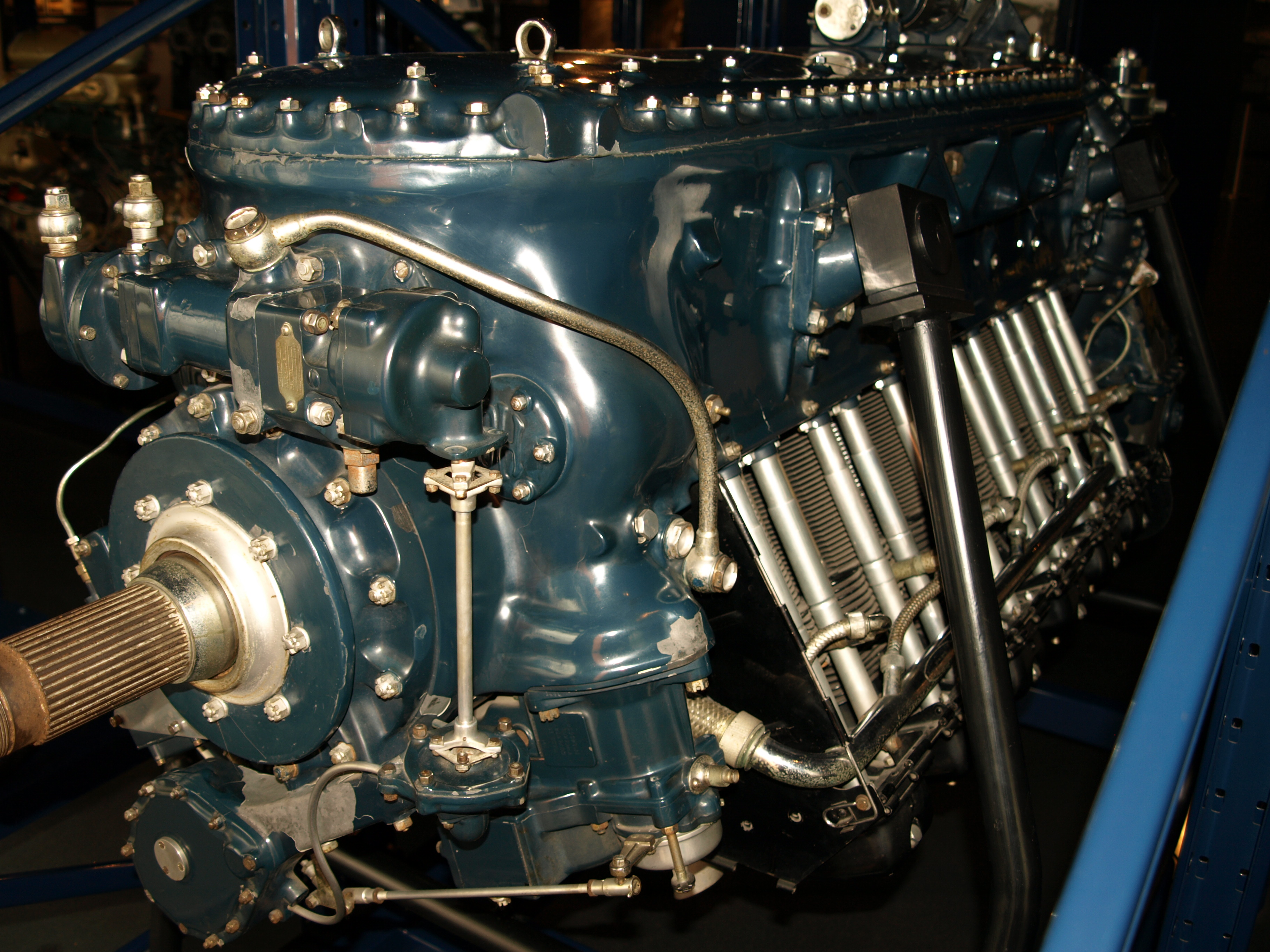
サイエンス・ミュージアムに展示されているジプシー・トゥエルヴ

デ・ハビランド ジプシー・トゥエルブ（de Havilland Gipsy Twelve）は、1937年にデ・ハビランド エンジン社により開発された英国の航空機用エンジンである。約95基が製造され、英空軍機に搭載されたものは「ジプシー・キング」の名称で知られていた。

## 搭載機
- デ・ハビランド DH.91 アルバトロス
- デ・ハビランド ドン

## 展示中のエンジン
デ・ハビランド ジプシー・トゥエルブはサイエンス・ミュージアムに展示されている。

## 要目
（ジプシー・キングI）Lumsdenより
- タイプ：空冷 60度 倒立V型エンジン 12気筒
- ボア×ストローク：118 mm (4.646 in) × 140 mm (5.512 in)
- 排気量：18.3 L (1121.3 cu in)
- 全長：2098 mm (82.6 in)
- 全幅：800 mm (31.5 in)
- 全高：950 mm (37.4 in)
- 乾燥重量：480 kg (1,058 lb)
- 動弁機構：OHV
- スーパーチャージャー：1速
- 燃料種別：87 オクタン ガソリン
- 冷却方式：空冷
- 減速ギヤ：平歯車、減速比0.667:1
- 馬力：425 hp / 2,450 rpm / 0 psi boost（最長5分間）
- 排気量馬力：0.75 hp/in³ (34.1 kW/L)
- 圧縮比：6 : 1
- 馬力重量比：0.4 hp/lb